# Pristimantis limoncochensis
Espèce
Pristimantis limoncochensis est une espèce d'amphibiens de la famille des Craugastoridae.

## Répartition
Cette espèce se rencontre en Équateur dans les provinces de Napo, de Sucumbíos et de Orellana et en Colombie dans les départements de Putumayo et de Caquetá entre 199 et 593 m d'altitude.
Sa présence est incertaine au Pérou et au Brésil.

## Description
Les mâles mesurent de 18,67 à 22,18 mm et les femelles de 27,73 à 30,79 mm.

## Publication originale
- Ortega-Andrade, Rojas-Soto, Valencia, Espinosa de los Monteros, Morrone, Ron & Cannatella, 2015 : Insights from integrative systematics reveal cryptic diversity in Pristimantis frogs (Anura: Craugastoridae) from the Upper Amazon Basin. PLOS ONE, vol. 10, no 11, e0143392, p. 1–43 (texte intégral).